# 基普里安峰

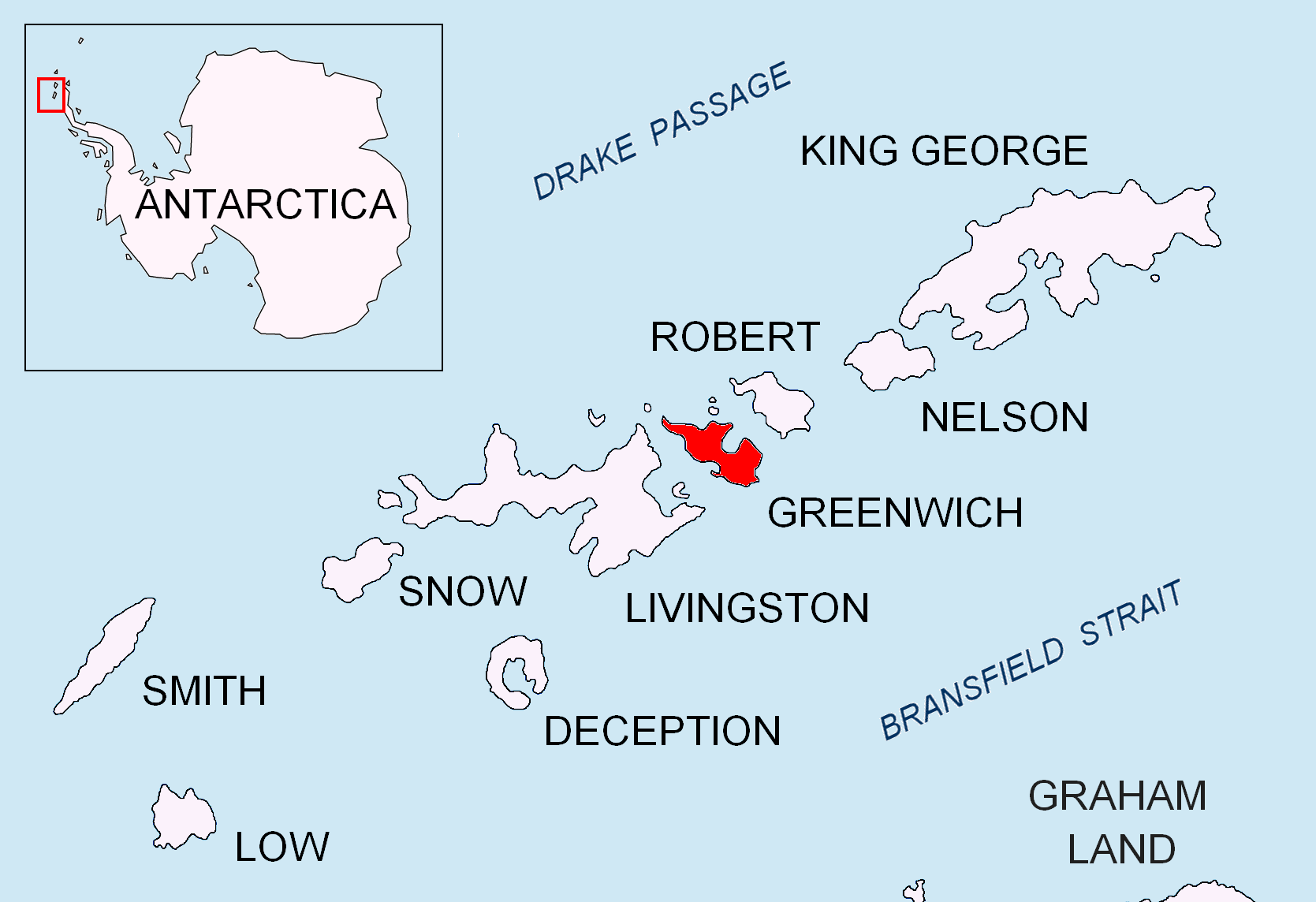

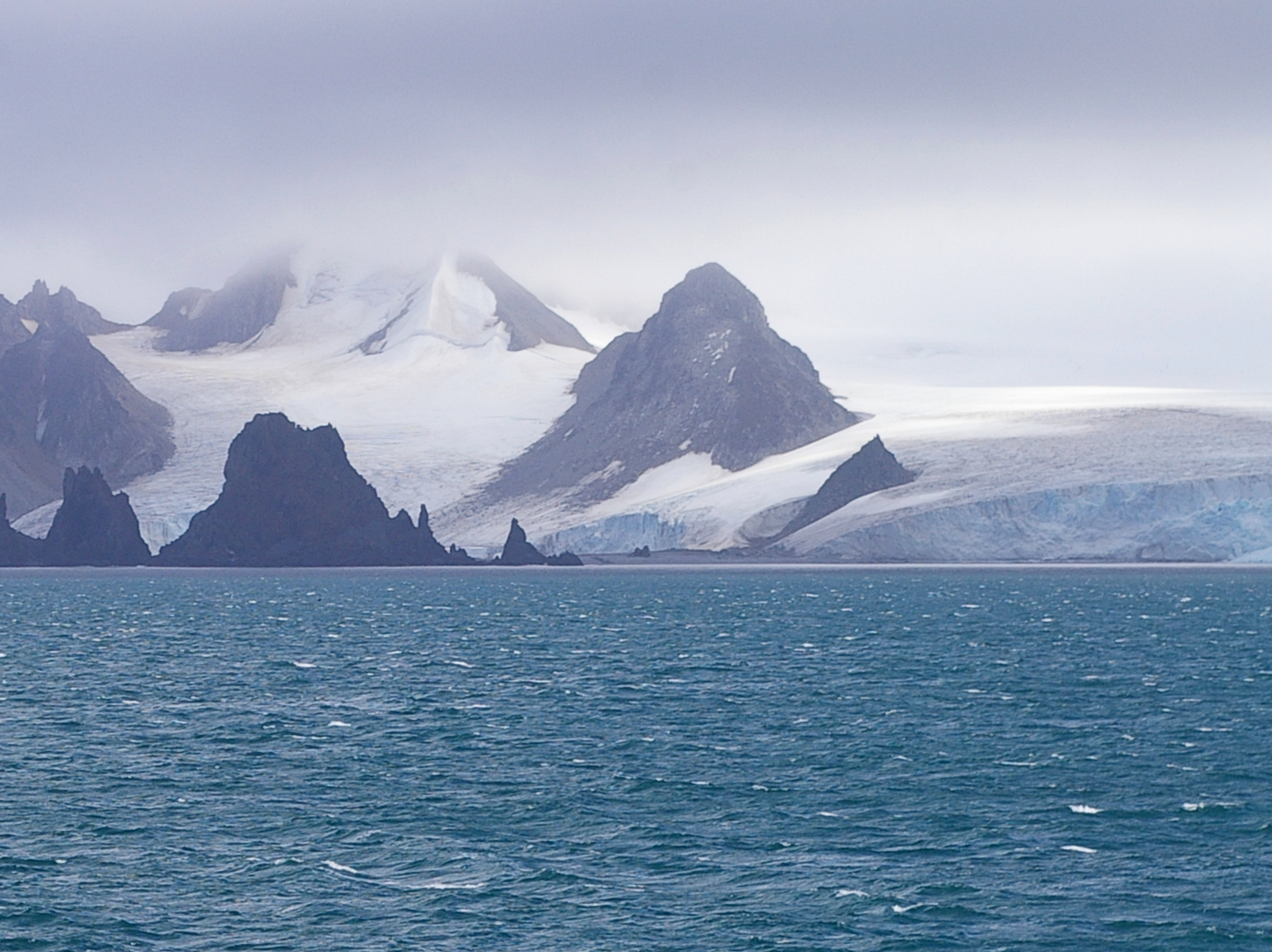

基普里安峰是南極洲的山峰，位於南设得兰群岛中格林威治島布雷茲尼克高地的東南端，海拔高度270米，處於弗拉察峰以東1.54公里、伊拉里昂嶺以南1.7公里、福特角以西1.63公里和科爾梅西峰東北面800米，以保加利亞的牧師命名。
62°32′23.4″S 59°36′22″W / 62.539833°S 59.60611°W

## 外部連結
- SCAR Composite Gazetteer of Antarctica（页面存档备份，存于）.